# Monasterio de las Descalzas Reales

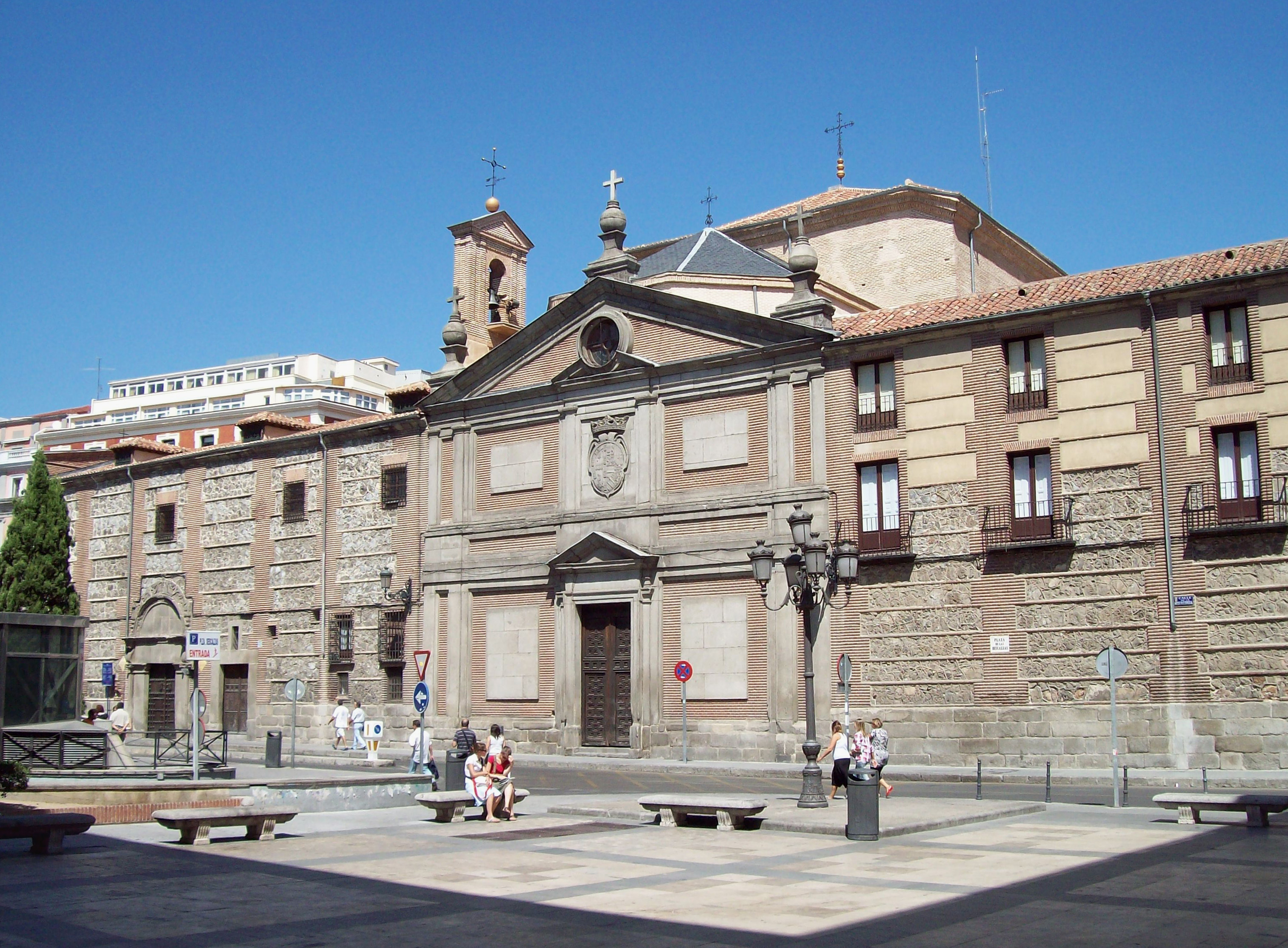
Monasterio de las Descalzas Reales

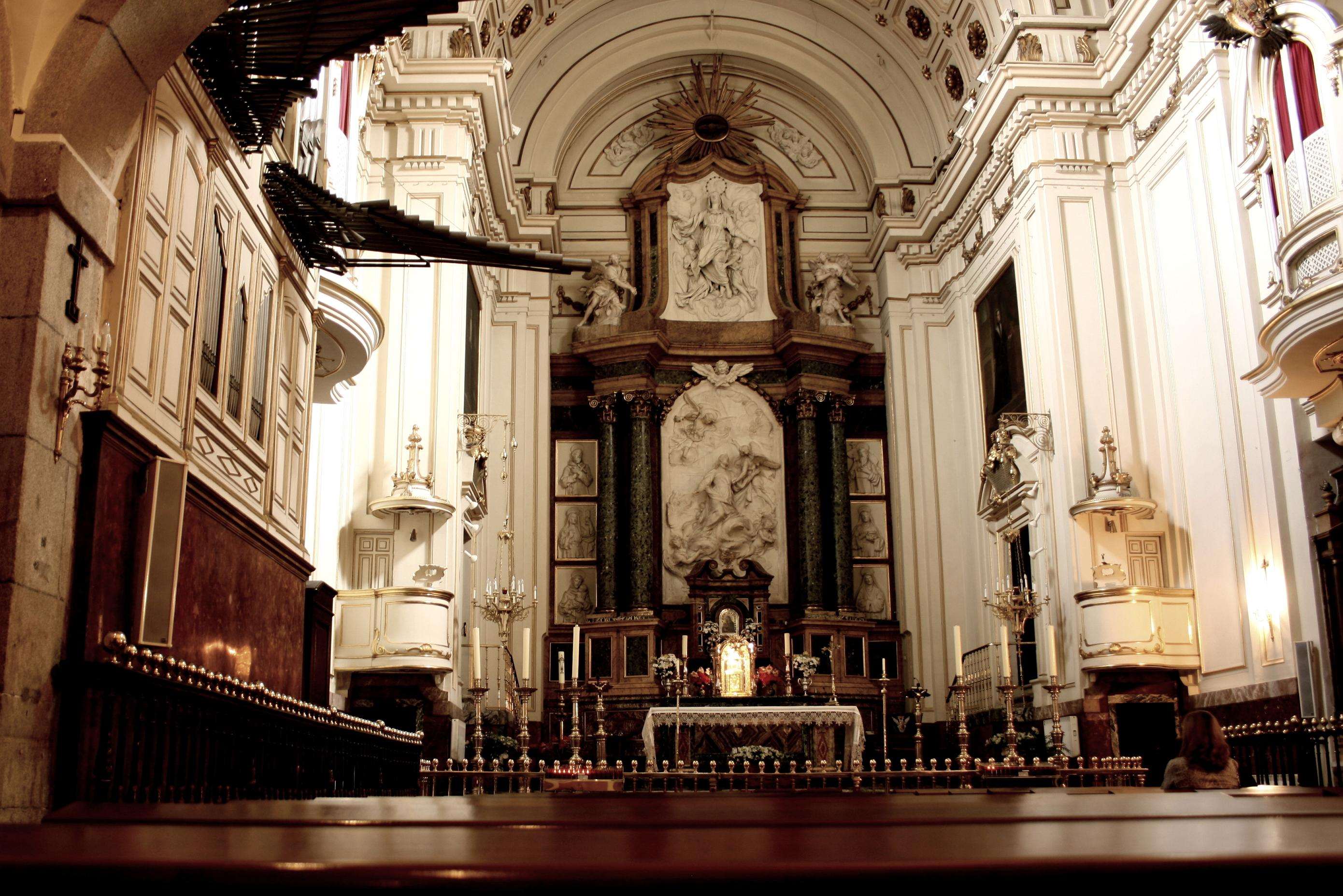
Kyrkan

Monesterio de las Descalzas Reales är ett kungligt kloster i Madrid i Spanien.
Monesterio de las Descalzas Reales ("De barfota kungligheternas kloster"), som sköts av Patrimonio Nacional, ligger i Madrid i Spanien.
Monasterio de las Descalzas Reales ligger i Karl I:s och Isabellas tidigare palats. Deras dotter, Johanna, grundlade klarisserklostret 1559. Under resten av 1500-talet och in i 1700-talet drog klostret till sig unga änkor och ogifta adelsdamer. Alla dessa kvinnor medförde en hemgift, varför klostrets rikedom snabbt ökade och det blev ett av de mest förmögna i Europa.
Tomás Luis de Victoria, Spaniens mest ansedda renässanskompositör, arbetade vid klostret från 1587 till sin död 1611.
Intresset för konventet gick så småningom ned, och under 1900-talet hamnade nunnorna i fattigdom. Klostret hade kvar de historiska rikedomarna, men hade inte möjlighet att realisera dem. Staten intervenerade när den insåg att systrarna hamnat i fattigdom och påven tog 1960 ett särskilt beslut om att ge dispens för att öppna klostret som museum. I museets samlingar finns bland andra Titians Caesars pengar, bonader efter mönster av Rubens och konstverk av Hans de Beken och Pieter Bruegel den äldre.
Kyrkan ritades av Antonio Sillero och fasaden utformades av Juan Bautista av Toledo 1559.  Delar av altaret, koret och sakristian formgavs av Juan Gómez de Mora 1612.